# Hans Waag
Hans Waag (geboren 20. Juni 1876 in Frankfurt am Main, gestorben 17. August 1941 in Schimsk, Russland) war ein deutscher Regisseur und Intendant.

## Leben und Werk
Nach dem Abitur in Frankfurt am Main studierte er Architektur und Kunstgeschichte an den Technischen Hochschulen Hannover und Berlin und schloss mit der Staatsprüfung für das Hochbaufach und mit der Promotion zum Doktor der Ingenieurwissenschaften ab. Er wurde als Regierungsbaumeister in den preußischen Staatsdienst aufgenommen. Ab 1900/01 diente er als Einjährig-Freiwilliger beim Großherzoglich Hessischen Feldartillerie-Regiment Nr. 25. Er lernte die Klavier- und Gesangsschülerin Lilly Hafgren kennen und heiratete sie im Mai 1905 in Frankfurt am Main.  Das Paar ging für drei Jahre zu weiteren Studien nach Italien. 1907 gab seine Frau ein Konzert im Hause der Contessa Blandine Gravina in Florenz und sang auch einige Lieder. Unter den Gästen befand sich Siegfried Wagner, Leiter der Bayreuther Festspiele, der Lilly Hafgren-Waag eine Laufbahn als Sängerin empfahl und sie zu einem Vorsingen nach Bayreuth einlud.
Seine Frau debütierte im Sommer 1908 bei den Bayreuther Festspielen und wurde dort vom Mannheimer Generalintendanten Carl Hagemann sofort an das Mannheimer Nationaltheater verpflichtet. Auch Hans Waag erhielt einen Vertrag als Dramaturg und Regisseur am selben Haus. Rasch fand er sich in der Welt der Bühne zurecht und baute Beziehungen auf. Er korrespondierte beispielsweise mit Stefan Zweig und pflegte Bekanntschaft mit Richard Strauss. 1911 ging er als Oberspielleiter an das Hoftheater Braunschweig, während seine Frau noch ein Jahr lang in Mannheim verpflichtet war und dann an die Berliner Hofoper wechselte. In Braunschweig wurde Hans Waag binnen Kurzen zum Hoftheaterdirektor ernannt, wechselte jedoch 1914 als Intendant an das Stadttheater Metz. Er musste im August 1914 als Leutnant der Landwehr in den Ersten Weltkrieg ziehen und war im Winter 1914/15 an den Kämpfen an der Westfront beteiligt. Er wurde mit der Lippischen Rose mit Eichenlaub und mit dem Eisernen Kreuz II. Klasse dekoriert. Nach dem Kriegsdienst kehrte er nach Metz zurück.
Von 1918 bis 1926 war Waag Intendant der Städtischen Schauspiele Baden-Baden. Seine Ehe mit Lily Hafgren wurde 1919 geschieden. 1926 wurde er als Intendant an das Badische Landestheater in Karlsruhe berufen. Dortiger  Oberspielleiter war Felix Baumbach. Als Kapellmeister und später Generalmusikdirektor fungierte Josef Krips. Waag, Baumbach und Krips zeichneten für einen innovativen Spielplan verantwortlich, der sowohl das konservative Bildungsbürgertum zufrieden stellen wollte als auch experimentelle Aspekte enthielt. 1927 wurde die Karlsruher Theaterakademie gegründet und im selben Jahr gastierte auch seine frühere Ehefrau, inzwischen ein internationaler Opernstar, in Karlsruhe. 1929/30 wurde ein 5-teiliger Zyklus Zeittheater präsentiert, der teils zu heftigen Protesten führte. Waag und Krips konzipierten auch ein Bruckner-Fest (1929) und das Deutsche Händel-Fest (1930). Die Gleichschaltung der Karlsruher Bühnen vollzog sich 1933. Krips, dessen Vater Jude war, verließ Deutschland umgehend, Baumbach trat der NSDAP bei und behielt seine Position. Hans Waag wurde im März 1933 überraschend von den Nazis entlassen und 1934 „aus gesundheitlichen Gründen“ pensioniert. Nazis vor Ort bezeichneten ihn als Vertreter des „undeutschen“ Theaters der Weimarer Republik und die Zeitung „Der Führer“ startete eine Verleumdungskampagne, gegen die sich Hans Waag erfolgreich vor Gericht zur Wehr setzen konnte. Bemühungen, an einem anderen Theater eine Führungsfunktion zu erlangen, blieben erfolglos.
Im Frühjahr 1936 heiratete er Jacoba Rössler, zu deren Familienbesitz das Schloss Neuweier in Baden-Baden zählte. In der Folge wohnte er dort, betätigte sich schriftstellerisch und schrieb Stücke für Laienaufführungen. 1939 wurde er eingezogen, obwohl bereits 63-jährig und aus gesundheitlichen Gründen pensioniert. Hans Waag wurde als Major der Reserve eines Bautrupps im Russlandfeldzug eingesetzt und starb 1941 infolge einer Embolie an der Ostfront in Schimsk, wo er auch begraben wurde.
Er hatte eine uneheliche Tochter namens Hella.
2018 gelangte sein Nachlass, der 250 Archivalieneinheiten (davon 46 Bilder, 8 Karten und Pläne) umfasst, zusammen mit dem Schlossarchivs Neuweier durch Ankauf in das Generallandesarchiv Karlsruhe.

## Schriften
- Der Bolongaro-Palast zu Höchst am Main. Knauer, Frankfurt 1904 (Zugleich: Darmstadt, Technische Hochschule, Dissertation, 1904)
- Vom Spielplan für ein Staatstheater. In: Otto Johannes Kienscherf, Walther Landgrebe (Hrsg.): Badisches Landestheater Karlsruhe (Almanach 1930). Karlsruhe 1930, S. 11–13
- Die Prinzessin auf dem Seil. Operette in 3 Akten von Johann Strauss (Sohn) (Musik) und Hans Waag (Textverfasser). Klavierauszug mit Text. Feuchtinger, Stuttgart 1932
- Der Druß vom Immenstein. Ein Waldspiel um die Burg Windeck in 4 Bildern. Wunsch, Bühl (Baden) 1938
- Der Zauberbäck. Ein lustiges Bubenspiel in 3 Bildern. Wunsch, Bühl (Baden) 1938.